# أفعى الغابون
أفعى الغابون هي أفعى جميلة المنظر وهادئة وتعيش في الغابات في وسط وغرب أفريقيا، وعلى الأوراق المتساقطة للتمويه، وتتغذى على الفئران والثدييات متوسطة الحجم والطيور. يصل طول هذه الأفعى إلى المترين، وتتميز برأسها الضخم.

## غدائها
تأكل أفعى الغابون الحيوانات الصغيرة مثل الطيور والفئران.

## التكاثر
وهي من الأفاعي النادرة وتلد الأنثى من 50-60 وهي تلدهم أحياء.

## سمها
وهي أفعى كبيرة الحجم وسامة جدا ولها سم عصبي ودموي في نفس الوقت والمشكلة أيضا أنها حينما تلدغ شخصا ما يجب إعطاء الشخص الملدوغ مصل وعلاج مخصص لسم هذه الأفعى وعضات هذه الأفعى تتسبب دائما بالبتر ولكن لحسن الحظ حالات عض هذه الأفعى نادرة ولدى هذه الأفعى أطول الأنياب في الثعابين كلها إذ يصل طول الناب الواحد إلى 5 سم.
قد يكون لافعى الغابون أزواج من الانياب الطويلة.

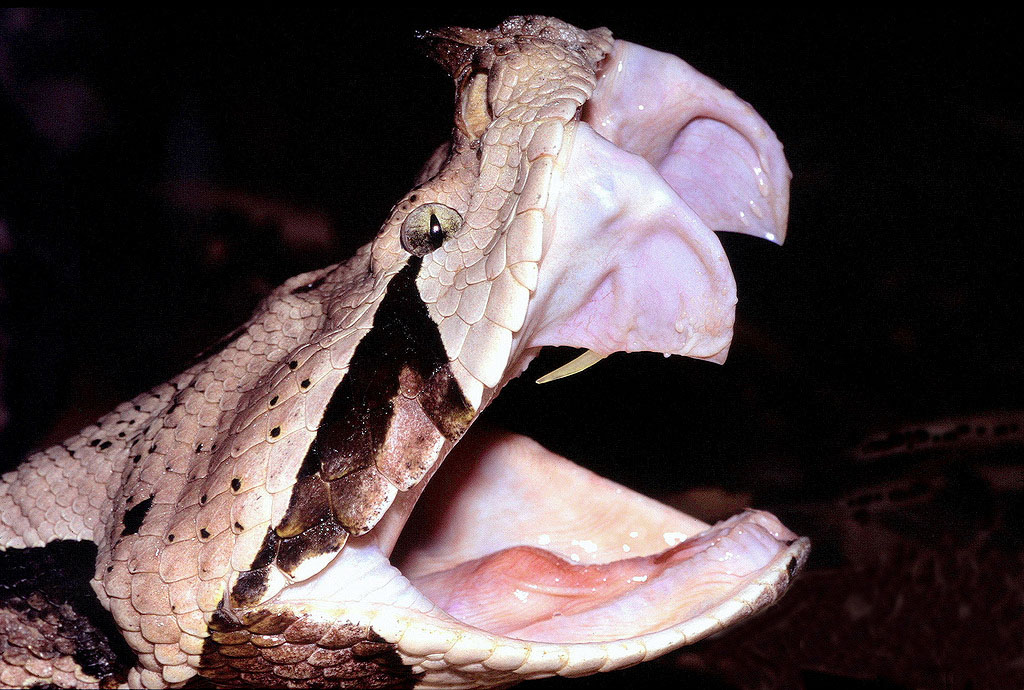
أنياب أفعى الجابون